# تریکسی شوبا
تریکسی شوبا (انگلیسی: Trixi Schuba؛ زادهٔ ۱۵ آوریل ۱۹۵۱) اسکیت‌باز نمایشی اهل اتریش بود.